# Gymnoclytia minuta
Gymnoclytia minuta là một loài ruồi trong họ Tachinidae.